# 오도리역
오도리역(일본어: 大通駅, おおどおりえき)은 일본 홋카이도 삿포로시 주오구에 위치한 삿포로 시영 지하철의 역이다.
삿포로 시영 지하철 중 유일하게, 난보쿠 선, 도자이 선, 도호 선의 세 노선 모두 만나는 역이다.
삿포로 시영 전차의 니시 4초메 정류장과도 환승이 가능하다.

## 역 구조

#### 타는 곳
| 1 | 난보쿠 선 | 나카지마 공원·히라기시·마코마나이 방면 |
| 2 | 난보쿠 선 | 삿포로·아사부 방면                     |
| 3 | 도자이 선 | 시로이시·신삿포로 방면                 |
| 4 | 도자이 선 | 고토니·미야노사와 방면                 |
| 1 | 도호 선   | 미소노·후쿠즈미 방면                   |
| 2 | 도호 선   | 삿포로·사카에마치 방면                 |

## 이용 현황
| 연도 | 1일 평균 승차 인원 |
| ---- | ------------------ |
| 2008 | 75,769             |
| 2009 | 73,625             |
| 2010 | 73,088             |
| 2011 | 71,563             |
| 2012 | 72,550             |
| 2013 | 74,357             |
| 2014 | 75,259             |

## 역 주변
삿포로 시 도시 설계의 기준이 되는 오도리 공원을 중심으로, 역은 공원 하부에 위치한다. 도자이 선 이웃역인 버스센터 마에 역은 지하상가 "오로라 타운"과 지하도에서, 난보쿠 선 이웃역인 스스키노 역은 지하상가 "폴 타운"과 연결되어 있으며 2011년 3월 12일에는 지하도"삿포로 역 앞 지하 보행 공간"이 개통되면서 삿포로 역과 지하에서도 연결되었다. 또한, JR삿포로 역에도 지하철 삿포로 역에서 지하상가 "아피아"를 통해 서로 연결되어 있다.
- 오도리 공원
  - 삿포로 TV탑
- 삿포로 시 시계탑
- 삿포로 시청
- 삿포로 시민 센터
- 4초메 프라자
- 삿포로 파르코
- 도큐 스토어 삿포로 점
- 다누키코지 상점가
- 니조 시장
- 삿포로 그랜드 호텔
- 호텔 오쿠라 삿포로
- 도쿄 돔 호텔 삿포로
- 호텔 선루트 뉴 삿포로
- NHK 삿포로 방송국
- 홋카이도 신문사
- 홋카이도 전력 본사
- 국도 제5호선
- 국도 제12호선
- 국도 제36호선
- 국도 제230호선

## 역사
- 1971년 12월 26일: 난보쿠 선 개통에 따라 영업 개시, 도자이 선 건설 준비 공사가 시행됨.
- 1976년 6월 10일: 도자이 선 영업 개시.
- 1988년 12월 2일: 도호 선 영업 개시.
- 1996년 11월: 2초메 개찰구를 신설함.
- 2006년 1월 26일: 역 번호 도입.
- 2008년 12월 9일: 도자이 선 승강장 스크린도어 사용 개시.
- 2011년 3월 12일: 삿포로 역 앞 지하 보행 공간이 개방되면서 삿포로 역과 지하 통로로 연결됨.
- 2012년
  - 9월 25일: 개찰구에 열차 운행 정보판 설치.
  - 10월 14일: 난보쿠 선 승강장 스크린도어 사용 개시.
- 2013년 8월: "오도리 교류 거점 지하 광장 조성 사업"시작. 이후, 기존의 출입구와 대합실 등을 대폭 개수하여 차례대로 오픈함.
- 2015년
  - 2월 4일: "오도리 교류 거점 지하 광장"사용 개시. 출입구가 신설됨.
  - 10월: 난보쿠 선 동쪽 대합실의 디지털 광고 검색기 사용 개시.
- 2016년 1월: 난보쿠 선 서쪽 대합실의 디지털 광고 검색기 사용 개시.

## 인접 역
| 삿포로 시 교통국 지하철 난보쿠 선 | 삿포로 시 교통국 지하철 난보쿠 선 | 삿포로 시 교통국 지하철 난보쿠 선 |
| --------------------------------- | --------------------------------- | --------------------------------- |
| N06 삿포로 아사부 방면            | ● 난보쿠 선                       | N08 스스키노 마코마나이 방면      |
| 삿포로 시 교통국 지하철 도자이 선 |                                   |                                   |
| T08 니시 11초메 미야노사와 방면   | ● 도자이 선                       | T10 버스센터 앞 신삿포로 방면     |
| 삿포로 시 교통국 지하철 도호 선   |                                   |                                   |
| H07 삿포로 사카에마치 방면        | ● 도호 선                         | H09 호스이스스키노 후쿠즈미 방면  |